# Kleine buisneusvleerhond
De kleine buisneusvleerhond (Paranyctimene raptor) is een vleermuis uit het geslacht Paranyctimene die voorkomt op Nieuw-Guinea. Deze soort is gerapporteerd in grote delen van dat eiland en op het nabijgelegen eiland Salawati, maar de recente ontdekking van Paranyctimene tenax maakt de identiteit van die exemplaren onzeker. Er zijn slechts drie exemplaren die met zekerheid P. raptor vertegenwoordigen, alle drie gevangen in Papoea-Nieuw-Guinea.
De kleine buisneusvleermuis is kleiner dan P. tenax. Dat is het beste te zien aan de voorarmlengte (47 tot 50,5 mm bij P. raptor; 51,0 tot 54,9 mm bij P. tenax) en de schedellengte (23,3-24,0 tegen 25,4-27,2 mm). Daarnaast is er een aantal verschillen in de morfologie van de schedel en het gebit. De staartlengte bedraagt 13 tot 17,0 mm, de oorlengte 11 tot 12,8 mm, de achtervoetlengte 10 tot 12,0 mm, de tibialengte 18,6 tot 19,4 mm en het gewicht 19 tot 22 g.
Kleine buisneusvleerhond (Paranyctimene raptor) · Paranyctimene tenax (Ondersoorten: Paranyctimene tenax marculus · Paranyctimene tenax tenax)